# Robiac-Rochessadoule
Robiac-Rochessadoule là một xã trong vùng Occitanie. Xã Robiac-Rochessadoule nằm ở khu vực có độ cao trung bình 150 mét trên mực nước biển.